# 湯沸
湯沸（とうふつ）は、北海道厚岸郡浜中町にある大字。郵便番号は088-1522。

## 地理
湯沸の島（霧多布の島）のうち、市街地より一段高い一帯に位置しており、霧多布と共に湯沸の島を形成する。かつての浜中町役場は霧多布市街地にあり津波浸水の懸念があることから高台である同地に移転され、2021年（令和3年）1月に新庁舎が完成した。

### 岬
- 湯沸岬（霧多布岬）
- 濤沸西岬
- アゼチ岬

### 沼
- 湯沸沼

## 歴史

### 地名の由来
「沼の口」を表すアイヌ語の「トウブツ」に由来する。

### 沿革
- 1997年（平成9年） - 大字霧多布村、大字霧多布村字霧多布、大字霧多布村字湯沸、大字霧多布村字水取場の市街地から一段高い一帯が大字湯沸となる[3]。

## 小・中学校の学区
町立小・中学校に通う場合、学区は以下の通りとなる。
|      | 小学校               | 中学校               |
| ---- | -------------------- | -------------------- |
| 全域 | 浜中町立霧多布小学校 | 浜中町立霧多布中学校 |

## 交通
- 北海道道1039号霧多布岬線

## 施設
- 浜中町役場庁舎
- 湯沸岬灯台
- 霧多布温泉